# 張萌 (前燕)
張萌，五胡十六国時代前燕人物。
張萌在鮮卑慕容部大人慕容皝麾下担任都尉（《十六国春秋·卷24》作都督）。
334年二月，段部鮮卑大人段遼攻打徒河，被張萌击退。
336年六月，段遼派中軍将軍李詠，夜襲武興。遭遇雨天，夜襲没有进行于是撤军。張萌追击李詠，交战获胜，擒获李咏。